# Komórki satelitarne
Komórki satelitarne, komórki płaszczowe, amficyty – komórki glejowe zlokalizowane w obwodowym układzie nerwowym. 
Przylegają do perikarionów neuronów zwojów nerwów czaszkowych, rdzeniowych i współczulnych. Posiadają spłaszczone, owalne jądra komórkowe. Pochodzą z grzebienia nerwowego. 
W zwojach są spłaszczone i otaczają ciała komórek nerwowych, wytwarzając wokół nich ograniczoną przestrzeń. 
Uczestniczą w tworzeniu bariery pomiędzy krwią a komórkami nerwowymi oraz biorą udział w ich metabolizmie.